# Scott J. Kelly
Scott J. Kelly, född 21 februari 1964 i Orange, New Jersey, är en amerikansk astronaut uttagen i astronautgrupp 16 den 5 december 1996.
Scott J. Kelly är tvillingbror med astronauten Mark E. Kelly
Scott har två barn sedan ett tidigare förhållande.

## Rymdfärder
- Discovery - STS-103
- Endeavour - STS-118
- Expedition 25/26
- Expedition 43/44/45/46

## Rymdfärdsstatistik
| Färd                   | Datum (UTC)                   | Tid         | EVA      |
| ---------------------- | ----------------------------- | ----------- | -------- |
| STS-103                | 20 - 28 december 1999         | 191:11:34   | 0:00:00  |
| STS-118                | 8 - 21 augusti 2007           | 305:55:34   | 00:00:00 |
| Expedition 25/26       | 7 oktober 2010 - 16 mars 2011 | 3824:44:00  | 00:00:00 |
| Expedition 43/44/45/46 | 27 mars 2015 - 2 mars 2016    | 8168:42:00  | ?        |
| Totalt                 | Totalt                        | 12490:33:08 | 18:20:00 |